# Pierre Patau
Pierre Patau (né le 4 mai 1864 à Bolquère, Pyrénées-Orientales, mort le 6 mars 1941 à Perpignan) est un prêtre catholique français, évêque auxiliaire du diocèse de Perpignan-Elne (1925-1932) et évêque titulaire de Torone (de) (1925-1941).
Pierre Patau est directeur de l'institution Saint-Louis-de-Gonzague, ce qui lui vaut d'être traîné devant le tribunal correctionnel : en décembre 1906, le préfet, David Dautresme, tente de faire fermer cette institution religieuse. Pierre Patau, soutenu par les professeurs et l'évêque, refuse. Les forces de l'ordre pénètrent avec violence dans l'institution. En mai 1907, les religieux et professeurs ainsi que certains de leurs soutiens sont poursuivis pour violence, mais — à l'exception de l'un d'entre eux condamné à 15 jours de prison — acquittés.